# جایزه سینمایی ام‌تی‌وی برای بهترین اجرای ترسناک
این لیست زیر برای برندگان جایزه فیلم ام‌تی‌وی برای بهترین اجرای ترسناک است. این جایزه ابتدا در سال ۲۰۰۵ و سپس در سال ۲۰۰۶ اهدا شد. در سال ۲۰۱۰ این جایزه به بهترین اجرای رعب‌آور تغییر نام داد. این جایزه در سال ۲۰۱۲ اهدا نشد. در سال ۲۰۱۳، مجدداً نام این جایزه تغییر یافت و به‌نام اولیه خود تبدیل شد. تا سال ۲۰۱۶، این جایزه هفت برنده شامل پنج زن و دو مرد داشته‌است. بازیگران زن داکوتا فانینگ و جسیکا چستین تنها افرادی هستند که بیش از یک نامزدی در این بخش دارند و فانینگ در سال ۲۰۰۵ برنده این جایزه در اولین مراسم اجرای آن شد. مجدداً نام این جایزه در سال ۲۰۱۸ به‌عنوان بهترین اجرای رعب‌آور تغییر یافت.

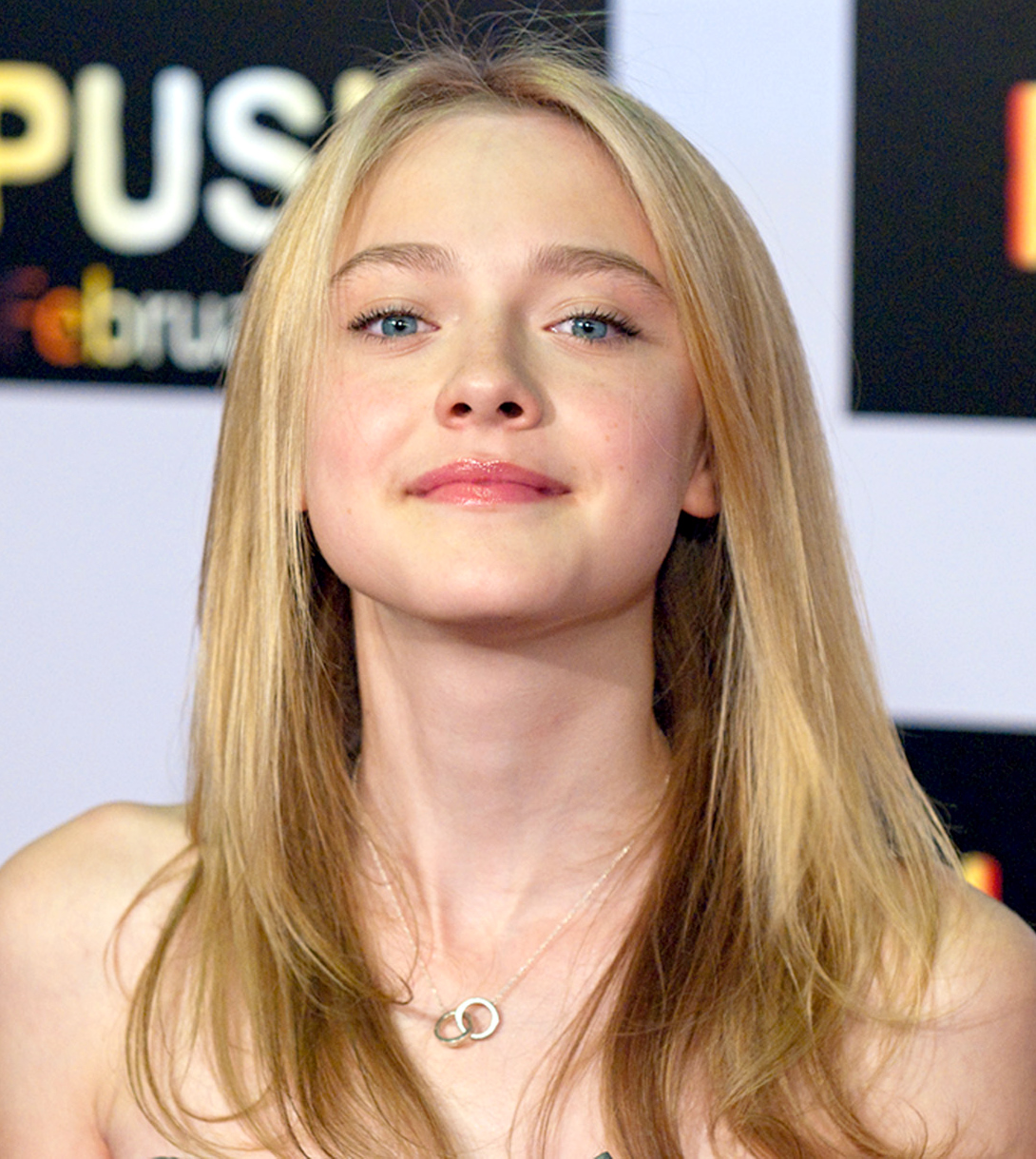
اولین دریافت کننده جایزه، داکوتا فانینگ

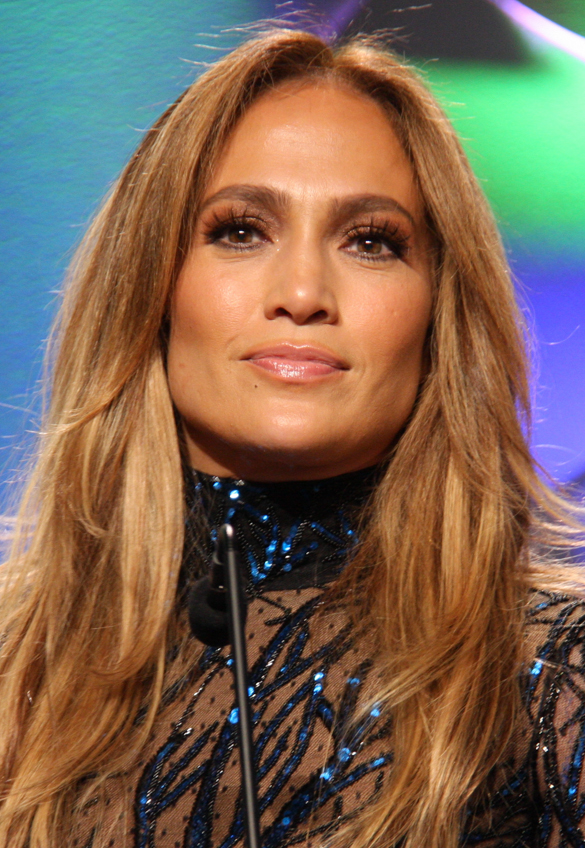
جنیفر لوپز در سال ۲۰۱۵ برنده این جایزه شد

| سال  | بازیگر فیلم سینمایی                   | نامزد شده | مرجع.  |
| ---- | ------------------------------------- | --- | ------ |
| ۲۰۰۵ | داکوتا فانینگ - قایم‌موشک              | کری الوز - اره سارا میشل گلار – کینه Mýa - نفرین شده جنیفر تیلی - بذر چاکی                                                                             | [ ۲ ]  |
| ۲۰۰۶ | جنیفر کارپنتر – جن‌گیری امیلی رز       | داکوتا فانینگ – جنگ دنیاها پاریس هیلتون - خانه مومی ریچل نیکولز – وحشت در آمیتی‌ویل درک ریچاردسون – خوابگاه                                             | [ ۳ ]  |
| ۲۰۱۰ | آماندا سایفرد – بدن جنیفر             | شارلتو کوپلی - منطقه ۹ جسی آیزنبرگ – سرزمین زامبی‌ها کیتی فدرستن – فعالیت‌های فراطبیعی آلیسون لومن - مرا به جهنم بکش                                     | [ ۴ ]  |
| ۲۰۱۱ | الیوت پیج – سرآغاز                    | اشلی بل – آخرین جن‌گیری مینکا کلی - هم‌اتاقی رایان رینولدز - مدفون جسیکا کارن – پیرانا سه‌بعدی                                                            | [ ۵ ]  |
| ۲۰۱۳ | سورج شارما – زندگی پی                 | الکساندرا داداریو – اره‌برقی تگزاس سه‌بعدی جنیفر لارنس - خانه‌ای در پایان جاده جسیکا چستین – سی دقیقه پس از نیمه‌شب مارتین فریمن – هابیت: یک سفر غیرمنتظره | [ ۶ ]  |
| ۲۰۱۴ | برد پیت – جنگ جهانی زد                | ایثن هاک - پاکسازی جسیکا چستین - ماما رز بیرن – توطئه‌آمیز: قسمت ۲ ورا فارمیگا – احضار                                                                  | [ ۷ ]  |
| ۲۰۱۵ | جنیفر لوپز – پسر همسایه               | آنابل والیس – آنابل دیلن اوبرایان - دونده مارپیچ رزمند پایک – دختر گم‌شده زک گیلفورد - پاکسازی: هرج و مرج                                               | [ ۸ ]  |
| ۲۰۱۸ | نوآ اشنپ – چیزهای عجیب                | تالیثا بیتمن – آنابل: آفرینش امیلی بلانت - یک مکان ساکت سوفیا لیلیس - آن کریستین میلیوتی – آینه سیاه                                                   | [ ۹ ]  |
| ۲۰۱۹ | ساندرا بولاک – جعبه پرنده             | الکس ولف - ارثی لیندا کاردلینی – نفرین لیورونا رایان ریس - هالووین ویکتوریا پدرتی – تسخیرشدگی خانه هیل                                                 | [ ۱۰ ] |
| ۲۰۲۱ | ویکتوریا پدرتی - تسخیرشدگی عمارت بلای | سیمونا براون - پشت چشمهایش الیزابت ماس - مرد نامرئی جورنی اسمولت - لاوکرفت کانتری وینس وان - عجیب و غریب                                               | [ ۱۱ ] |